# 보통과교도연대
보통과교도연대(普通科教導連隊 후쓰카쿄도렌타이[*], 영어: JGSDF Infantry School Regiment(Mechanized) : ISchR)는 시즈오카현 고텐바시 다키가하라 주둔지에 있는 육상자위대의 보통과 교육훈련부대이다.

## 역사
1956년 1월 25일, 제13보통과연대 3대대를 기반으로 두개 보통과대대와 중박격포중대를 편성한 보통과교도연대가 후지 주둔지에서 창설되었다.
1958년 4월 1일, 육조교육대가 창설
1960년 4월 11일, 다키가하라 분둔지의 설립에 따라 후지 주둔지에서 이사하였다.
1961년 8월 17일, 창설된 후지교도대로 전속하였다.
1965년 8월 3일, 후지교도대가 단급 부대인 후지교도단으로 바뀌었다.
1968년 3월 1일, 장갑수송대가 창설되었다.
1974년 4월 11일, 다키가하라 분둔지가 주둔지로 승격되었다.
1988년 3월 26일, 장갑수송대가 해체되고, 인원과 장비는 제4, 5보통과중대로 넘어갔다.
1994년 3월 28일, 대전차중대가 창설되었다.
2002년 3월 27일, 후방지원체제 변환에 따라 정비부문이 동부방면후방지원대 후지교도직접지원대대에 넘어갔다.
2008년 3월, 제5보통과중대가 해체되고, 운용하던 89식 장갑전투차를 제1보통과중대로 넘어갔다.
2018년 3월 27일, 대전차중대가 소대로 축소되고, 운용하고 있던 79식 대전차유도탄은 다른 부대로 배분되었다.

## 편성
- 연대 본부
- 본부관리중대 (보교-본)
  - 중대본부
  - 정보소대
  - 통신소대
  - 대전차소대 - 중거리 다목적 유도탄
  - 시설작업소대
  - 배급소대
  - 위생소대
  - 저격반
- 제1보통과중대 (보교‐1) - 89식 장갑전투차
- 제2보통과중대 (보교‐2) - 경장갑기동차
- 제3보통과중대 (보교‐3) - 고기동차
- 제4보통과중대 (보교‐4) - 96식 장륜장갑차
- 제5보통과중대 (보교-5); 2008년 3월, 폐지
- 장갑수송대 (보교-장); 1998년 3월 26일, 폐지
- 중박격포중대 (보교‐중) - 120 mm 박격포 RT
- 신대원교육대 (보교‐본)

초기
- 연대 본부
- 본부관리중대
- 관리중대
- 제1대대
- 제2대대
- 중박격포중대

## 기록
계보
- 1956년 1월 25일, 보통과교도연대
→보통과교도연대

소속
- (불명), 1956년 1월 25일
- 후지교도대, 1961년 8월 17일
- 후지교도단, 1965년 8월 3일